# Assassinio nello spazio
Assassinio nello spazio  (Murder in Space) è un  film per la televisione del 1985 diretto da Steven Hilliard Stern. È una storia di ambientazione fantascientifica.

## Trama
Dopo un lungo viaggio che lo ha visto perlustrare Marte ritorna sulla Terra la Conestoga e il suo equipaggio costituito da 9 astronauti, all'improvviso muore uno di loro, la russa Olga Denerenko, che era anche la moglie di un esponente del governo russo, scoperto dopo l'autopsia che era stata narcotizzata e continuano sia le ricerche che i misteriosi omicidi nello spazio.